# 미나토미라이 출입구

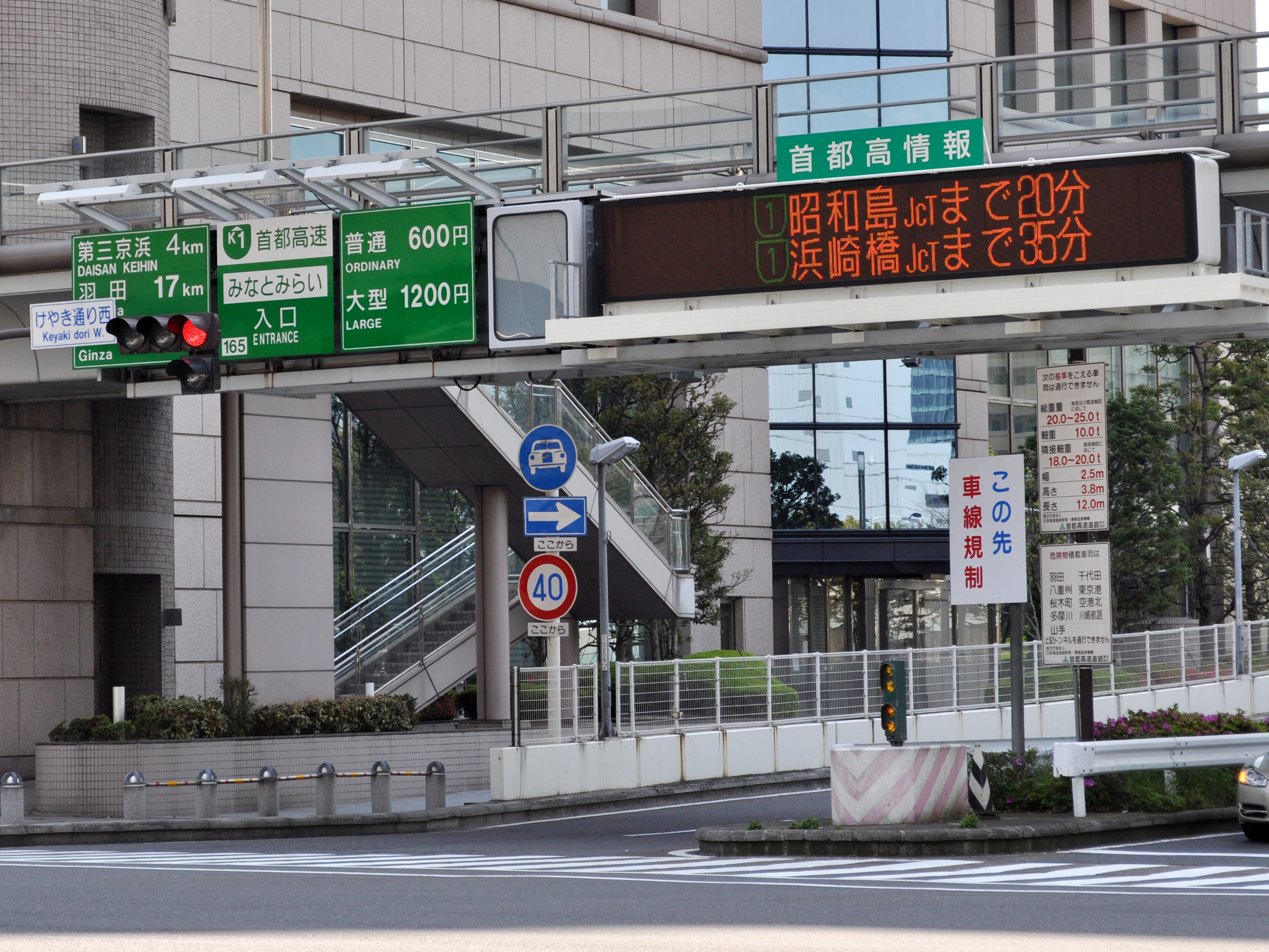
미나토미라이 출입구 (2010년 5월)

미나토미라이 출입구(일본어: みなとみらい出入口 미나토미라이데이리구치[*])는 가나가와현 요코하마시 니시구의 수도고속도로 가나가와 1호 하코네 선의 나들목이다. 요코하마 공원 출입구와 미나토미라이 출입구 사이에는 터널이 존재한다. 1992년부터 운영이 시작되었다.